# 다이나

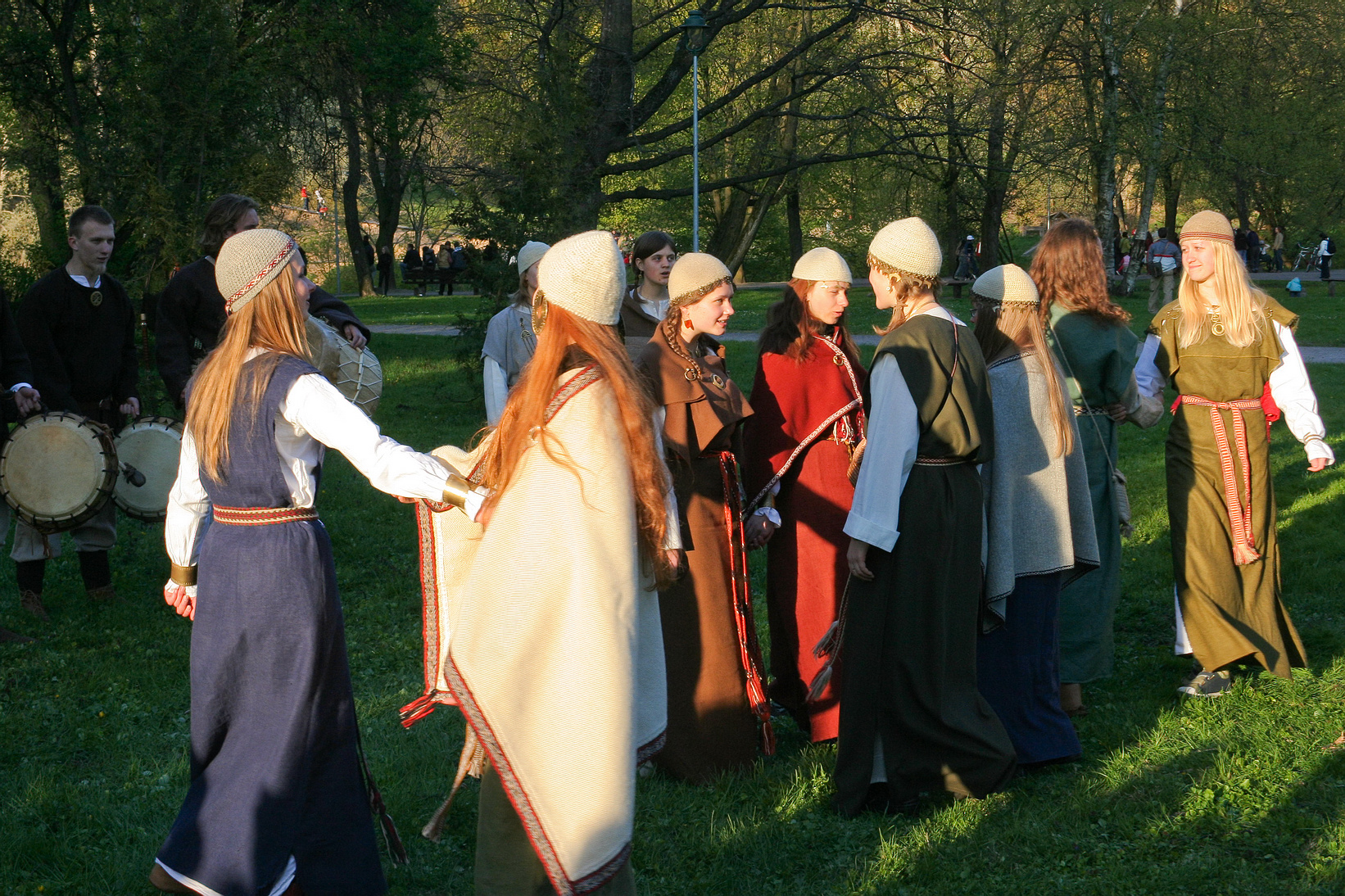
민속 밴드 Kulgrinda는 다이노스와 춤을 공연한다

다이나(Daina)는 발트족의 포크 음악 계열의 민요로 리투아니아와 라트비아에서 보존하고 있다. 다이노스(리투아니아어: dainos (문자로 "노래"))는 종종 그들의 신화 내용뿐만 아니라 역사적인 사건에 대해서도 언급된다.
대부분의 리투아니아 민속 음악은 낭만적인 노래, 결혼식 노래, 직장 노래 및 오래된 전쟁 노래 등 다양한 유형의 다이노스를 기반으로 한다.